# Paraloricaria
Paraloricaria (Паралорікарія) — рід риб групи Loricaria з триби  Loricariini з підродини Loricariinae родини Лорікарієві ряду сомоподібні. Має 3 види. Наукова назва походить від грецького слова para, тобто «поблизу», «в», та латинського слова lorica — «панцир зі шкіри».

## Опис
Загальна довжина представників цього роду коливається від 10,8 до 55,4 см. Голова і тулуб сильно сплощені. Голова має трикутну форму, ніс трохи загострений. На голові присутні невеличкі заочноямкові виїмки. Вуси з бахромою. На верхній щелепі вуси довгі та розгалужені. У статевозрілих самців нижня губа довша й ширша ніж у самиць. На перетині голови й тулуба присутня велика опуклість. Тулуб кремезний, з помірними кістковими пластинками. Спинний плавець високий, широкий, помірно довгий. Грудні плавці доволі довгі. Черевні плавці поступаються грудним плавцям. Анальний плавець сильно витягнутий, з короткуватою основою. Жировий плавець відсутній. Хвостове стебло тонке. Хвостовий плавець широкий.
Забарвлення коричневе з різними відтінками.

## Спосіб життя
Біологія вивчена недостатньо. Це демерсальні риби. Воліють до прісної та чистої води. Тримаються різних укриттів: зарослі рослин, корчів та каменів, переважно біля дна. Живляться водоростями, дрібними водними безхребетними.
Самець виношує на губі кладку ікри, яку відкладає самиця.

## Розповсюдження
Мешкають у басейнах річок Парагвай, Уругвай і Ла-Плата.

## Види
- Paraloricaria agastor
- Paraloricaria commersonoides
- Paraloricaria vetula